# Platybregmus
Platybregmus là một chi bọ cánh cứng thuộc họ Ptinidae.

## Các loài
- Platybregmus canadensis Fisher, 1934